# Oakland Park (Florida)
Oakland Park es una ciudad ubicada en el condado de Broward en el estado estadounidense de Florida. En el Censo de 2010 tenía una población de 41.363 habitantes y una densidad poblacional de 1.961,24 personas por km².

## Geografía
Oakland Park se encuentra ubicada en las coordenadas 26°10′40″N 80°9′10″O / 26.17778, -80.15278. Según la Oficina del Censo de los Estados Unidos, Oakland Park tiene una superficie total de 21.09 km², de la cual 19.32 km² corresponden a tierra firme y (8.4%) 1.77 km² es agua.

## Demografía
Según el censo de 2010, había 41.363 personas residiendo en Oakland Park. La densidad de población era de 1.961,24 hab./km². De los 41.363 habitantes, Oakland Park estaba compuesto por el 62.63% blancos, el 25.65% eran afroamericanos, el 0.28% eran amerindios, el 1.97% eran asiáticos, el 0.08% eran isleños del Pacífico, el 5.91% eran de otras razas y el 3.48% pertenecían a dos o más razas. Del total de la población el 25.59% eran hispanos o latinos de cualquier raza.